# Glenea chrysescens
Glenea chrysescens là một loài bọ cánh cứng trong họ Cerambycidae.